# شهرستان کولکویت (جورجیا)
شهرستان کولکویت، جورجیا (به انگلیسی: Colquitt County, Georgia) یک سکونتگاه مسکونی در ایالات متحده آمریکا است که در جورجیا واقع شده‌است.

## خصوصیات
شهرستان کولکویت ۱٬۴۴۲٫۶۳ کیلومترمربع مساحت دارد.